# Fútbol en los Juegos del Sur Asiático
El fútbol ha sido un deporte en los Juegos del Sur Asiático desde su inicio, en 1984. Desde la edición de 2004, el límite de edad para los equipos masculinos es menor de 23 años, más hasta tres jugadores con promedio para cada selección, que es igual a la edad límite en las competiciones de fútbol en los Juegos Olímpicos de verano y los Juegos Asiáticos. Sin embargo, en muchas ediciones, India ingresó con su equipo Sub-20 o Sub-19 (2004, 2006, 2010 Sub-19).
Los torneos de fútbol femenino se introdujeron a partir de la edición de 2010.

## Torneo masculino
Actualizado el 13 de febrero de 2016.
| Año  | Sede      | · Oro     | Final Resultado | · Plata   | · Bronce  | Resultado      | Cuarto lugar |
| ---- | --------- | --------- | --------------- | --------- | --------- | -------------- | ------------ |
| 1984 | Katmandú  | Nepal     | 4−2             | Bangladés | Maldivas  | [ nota 1 ]     |              |
| 1985 | Daca      | India     | 1−1 4–1 (pen.)  | Bangladés | Nepal     | 2–2 3–2 (pen.) | Pakistán     |
| 1987 | Calcuta   | India     | 1−0             | Nepal     | Pakistán  | 1–0            | Bangladés    |
| 1989 | Islamabad | Pakistán  | 1−0             | Bangladés | India     | 2–1            | Nepal        |
| 1991 | Colombo   | Pakistán  | 2−0             | Maldivas  | Bangladés | 2–0            | Nepal        |
| 1993 | Daca      | Nepal     | 2−2 4–3 (pen.)  | India     | Sri Lanka | 3–1            | Maldivas     |
| 1995 | Madras    | India     | 1−0             | Bangladés | Sri Lanka | 0–0 5–3 (pen.) | Nepal        |
| 1999 | Katmandú  | Bangladés | 1−0             | Nepal     | India     | 3–1            | Maldivas     |

- Desde 2004, el torneo es disputado con seleccionados Sub-23.

| Año  | Sede                | · Oro     | Final Resultado | · Plata      | · Bronce  | Resultado                        | Cuarto lugar |
| ---- | ------------------- | --------- | --------------- | ------------ | --------- | -------------------------------- | ------------ |
| 2004 | Islamabad           | Pakistán  | 1−0             | India Sub-20 | Sri Lanka | 0–0 3–2 (pen.)                   | Bután        |
| 2006 | Colombo             | Pakistán  | 1−0             | Sri Lanka    | Nepal     | 2–0                              | India Sub-20 |
| 2010 | Daca y Chittagong   | Bangladés | 4−0             | Afganistán   | Maldivas  | 0–0 3–1 (pen.); sin tiempo extra | India Sub-19 |
| 2016 | Guwahati y Shillong | Nepal     | 2−1             | India        | Bangladés | 2–2 5–4 (pen.)                   | Maldivas     |

1. ↑  no está claro si un partido para el tercer lugar se llevó a cabo; Maldivas recibió el bronce, posiblemente debido al registro del equipo.

### Títulos por país
| Selección  | Oro | Plata | Bronce | Total |
| ---------- | --- | ----- | ------ | ----- |
| Pakistán   | 4   | 0     | 1      | 5     |
| India      | 3   | 3     | 2      | 8     |
| Nepal      | 3   | 2     | 2      | 7     |
| Bangladés  | 2   | 4     | 2      | 8     |
| Sri Lanka  | 0   | 1     | 3      | 4     |
| Maldivas   | 0   | 1     | 2      | 3     |
| Afganistán | 0   | 1     | 0      | 1     |

## Torneo femenino
Actualizado el 13 de febrero de 2016.
| Año  | Sede                | · Oro | Final Resultado | · Plata | · Bronce  | Resultado | Cuarto lugar |
| ---- | ------------------- | ----- | --------------- | ------- | --------- | --------- | ------------ |
| 2010 | Daca                | India | 3−1             | Nepal   | Bangladés | liga      | Pakistán     |
| 2016 | Guwahati y Shillong | India | 1−2             | Nepal   | Bangladés | liga      | Maldives     |

### Título por país
| Selección | Oro | Plata | Bronce | Total |
| --------- | --- | ----- | ------ | ----- |
| India     | 2   | 0     | 0      | 2     |
| Nepal     | 0   | 2     | 0      | 2     |
| Bangladés | 0   | 0     | 2      | 2     |